# الكنيسة المسيحية السريانية اليعقوبية

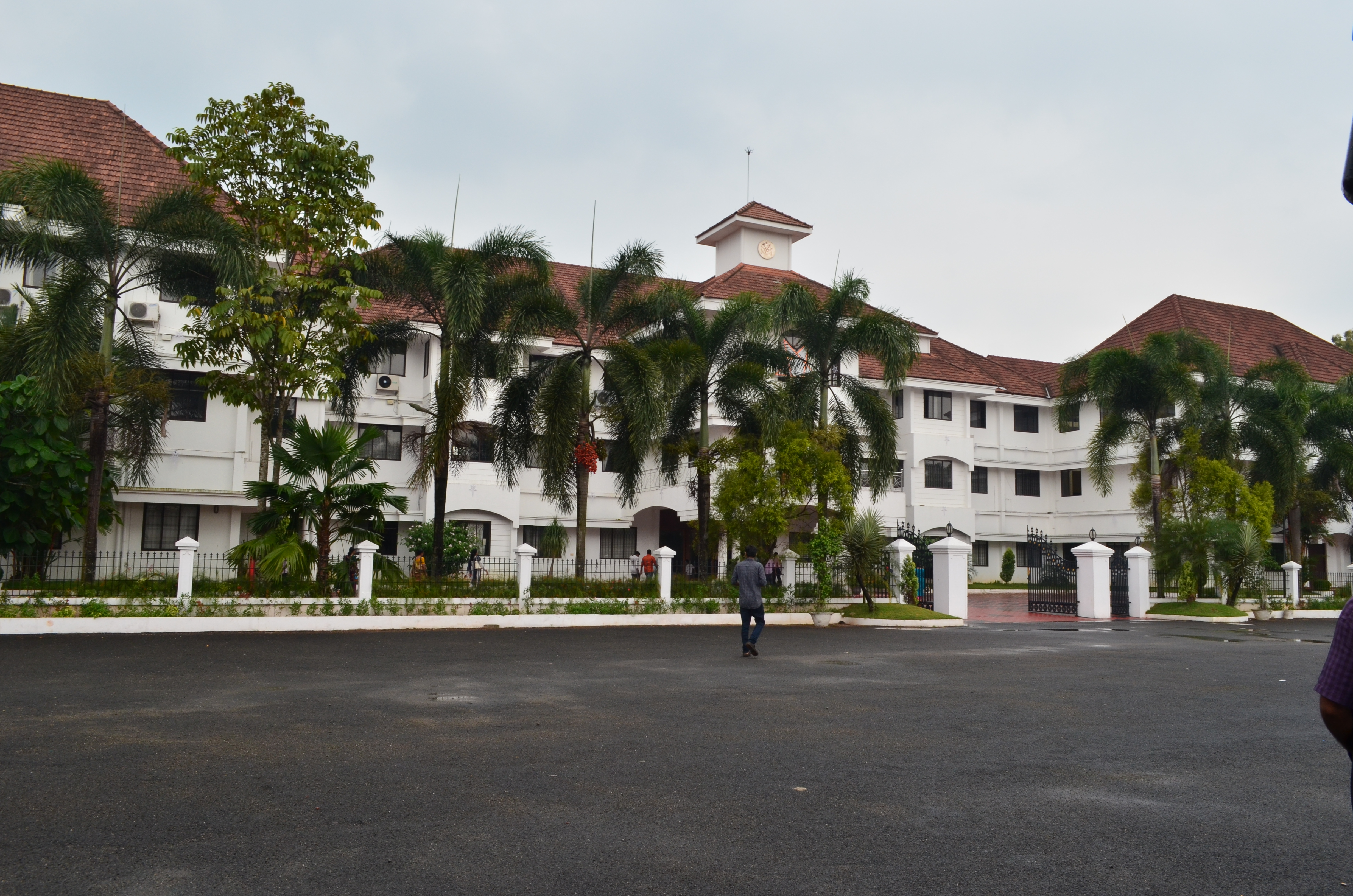
المركز البطريركي

الكنيسة المسيحية السريانية اليعقوبية، المعروفة أيضًا باسم كنيسة مالانكارا المسيحية السريانية اليعقوبية، كنيسة مالانكارا السورية الأرثوذكسية، أو الكنيسة السريانية الأرثوذكسية في الهند، هي كنيسة أرثوذكسية مشرقية مستقلة مقرها في ولاية كيرلا الهندية، وهي فرع لا يتجزأ من الكنيسة السريانية الأرثوذكسية الأنطاكية المتمركزة في دمشق في سوريا. يعتبر بطريرك أنطاكية وسائر المشرق للسريان الأرثوذكس، إغناطيوس أفرام الثاني المقيم في كاتدرائية القديس جورج في باب توما بدمشق، رئيسًا أعلى لهذه الكنيسة الهندية. وهي تعمل كوحدة مستقلة إلى حد كبير داخل الكنيسة السريانية الأرثوذكسية، تحت سلطة جاثليق محلي في الهند، هوَ حاليًا الأسقف باسيليوس توما الأول. تعتبر هذه الكنيسة الكنيسة الهندية الوحيدة التي استمرّت علاقتها مباشرة مع المسيحيين السريان في أنطاكية بعد انقسام كنيسة مالانكارا التي أسسها القديس توما، ولا زالوا يستخدمون الطقس السرياني الغربي المرتبط بالقديس يعقوب البار. بعد انقسام كنيسة مالانكارا، تأسس فيصل آخر وهو كنيسة مالانكارا الأرثوذكسية السريانية، واكتسبت حكمًا ذاتيًا في عام 1912، وتُعرَف أيضًا باسم الكنيسة الأرثوذكسية الهندية، وهي كنيسة مستقلة في الشراكة الأرثوذكسية المشرقية.

## التاريخ

تاريخ وتطور كنيسة مالانكارا بشكل مختصر

يُعتقَد أن مسيحيي مار توما في مليبار كانوا على اتصال مع كنيسة المشرق من 295 إلى 1599. وقد حصلوا على دعم أسقفي من الأساقفة الفارسيين، الذين سافروا إلى كيرلا في السفن التجارية على طول طريق التوابل، في حين حازَ الزعيم المحلي لمسيحيي مار توما رتبة "رئيس الشمامسة"؛ وكان ذلك المنصب وراثيًا تحتجزه عائلة باكالوماتام. في القرن 16 وخلال الاكتشافات البرتغالية أعطى الكرسي الرسولي تفويضًا للبرتغال لتحويل أولئك المسيحيين إلى الكاثوليكية بطقسها اللاتيني مما أدى إلى حدوث أول انشقاق في ذلك المجتمع المسيحي، حيث تأسست كنيسة السريان الملبار الكاثوليك. منذ ذلك الحين، حدثت انشقاقات أخرى، وينقسم مسيحيو مار توما الآن إلى عدة فصائل.
كان مسيحيو مار توما إدارياً تحت سلطة رئيس الشمامسة وحده (رئيس كنسي أصلي مع قوى روحية وزمنية، سُمِّيَ بالأرشيدكون اشتقاقًا من المصطلح اليوناني arkhidiākonos)، وكانوا في شراكة مع كنيسة المشرق التي تمركزت في بلاد فارس، منذ عام 496 على الأقل. اتبعت كنيسة مليبار/مالانكارا الأصلية الإيمان والتقاليد التي سلمها القديس توما. خلال القرن السادس عشر، بدأ اليسوعيون البرتغاليون محاولات مدروسة لضم المسيحيين الأصليين إلى الكنيسة الكاثوليكية، وفي عام 1599 قاموا بتأسيس سينودس كاثوليكي لة ذب المسيحيين السريان. تسبب الإجراءات البرتغالية في محاولة فرض اللنتنة على مسيحيي مار توما في استياء كبير من غالبية مجتمعهم، فقاموا بتأسيس حركة عام 1653 سُمِّيَت  Coonan Cross Oath هدفها عدم الخضوع للبرتغاليين ومحاولتهم تغيير الطقوس والتقاليد. توطدت كنيسة مالانكارا تحت حكم الشماس توما الأول، الذي رسمهُ المطران السرياني الأرثوذكسي في القدس غريغوريوس عبد الجليل أسقفًا على كنيسة مالانكارا.
وفي الوقت نفسه، هزمت شركة الهند الشرقية الهولندية البرتغاليين واكتسبت سيادتها على تجارة التوابل في مليبار في عام 1663. استغلت كنيسة مالانكارا هذه الفرصة للهروب من الاضطهاد الكاثوليكي بمساعدة شركة الهند الشرقية الهولندية. بناء على طلب من كنيسة مالانكارا، جلب الهولنديون غريغوريوس عبد الجليل أسقف الكنيسة السريانية الأرثوذكسية في القدس، على ظهر سفنهم التجارية عام 1665. أقامَ الأسقف توما الأول علاقة مع الكنيسة السريانية الأرثوذكسية وتبنت كنيسته تدريجياً الطقس السرياني الغربي.
كجزء من الشركة السريانية الأرثوذكسية، تستخدم الكنيسة الليتوروجيا السريانية الغربية وهي جزء من مجموعة الكنائس الأرثوذكسية المشرقية. كما أن لديها أبرشيات في معظم أنحاء الهند وكذلك في الولايات المتحدة وكندا والمملكة المتحدة وأوروبا الغربية والخليج العربي وأستراليا ونيوزيلندا. في عام 2003، قُدِّر أن عدد رعايا الكنيسة بلغَ 1,000,000 عضوًا (بمن فيهم مجتمع كنانايا) على مستوى العالم.
تستخدم هذه الكنيسة البشيطتا (ب[ܦܫܝܛܬܐ] خطأ: {{اللغة-؟؟}}: نص الرومنة ليس بالخط اللاتيني (الموضع 1: پ) (مساعدة))، وهيَ أقدم ترجمة للتناخ والإنجيل المقدس إلى السريانية ولا تزال النسخة الرسمية المستعملة لدى مختلف الكنائس السريانية حتى اليوم.

## جاثليق الهند
جاثليق (كاثوليكوس) الهند هو مفريان يشغل هيئة مستقلة ضمن الكنيسة السريانية الأرثوذكسية، وهوَ الرأس الأعلى للكنيسة المسيحية السريانية اليعقوبية في كيرلا، الهند. يأتي جاثليق الهند من المرتبة الثانية بعد بطريرك الكنيسة السريانية الأرثوذكسية، وتقتصر سلطته على الهند والشتات الهندي.
تأسس منصب الجاثليق في الهند في القرن العشرين من قبل الكنيسة السريانية الأرثوذكسية، وسط سلسلة من الانقسامات داخل كنيسة مالانكارا المحلية الهندية حيثُ انقسم رعاياها إلى فصيل مؤيد للاستقلال (كنيسة مالانكارا الأرثوذكسية السريانية) وفصيل مؤيد للحكم الذاتي مع شراكة تامة ضمن بطريركية أنطاكية (الكنيسة المسيحية السريانية اليعقوبية). تأسس المنصب أساسًا من أجل توفير رئيس محلي للكنيسة اليعقوبية، من بقائ مرتبطًا بشكل وثيق مع بطريرك أنطاكية السرياني الأرثوذكسي. ظل المنصب شاغرًا منذ عام 1996 (تاريخ وفاة الجاثليق باسيليوس بولس الثاني) وحتى عام 2002.
الجاثليق الحالي في الهند هو باسليوس توما الأول وقد تُوّجَ من قبل إغناطيوس زكا الأول عيواص في حفل أقيم في دمشق بسوريا في 26 يوليو 2002. وهو ثاني مفريان هندي وجاثليق سرياني أرثوذكسي في الهند وثاني أسقف للكنيسة المسيحية السورية اليعقوبية.

### قائمة شاغلي منصب جاثليق في الهند
- 1. باسيليوس بولس الثاني (1975-1996)
  - شاغر من 1996 إلى 2002
- 2. باسيليوس توما الأول (2002 إلى الوقت الحاضر)

## معرض الصور

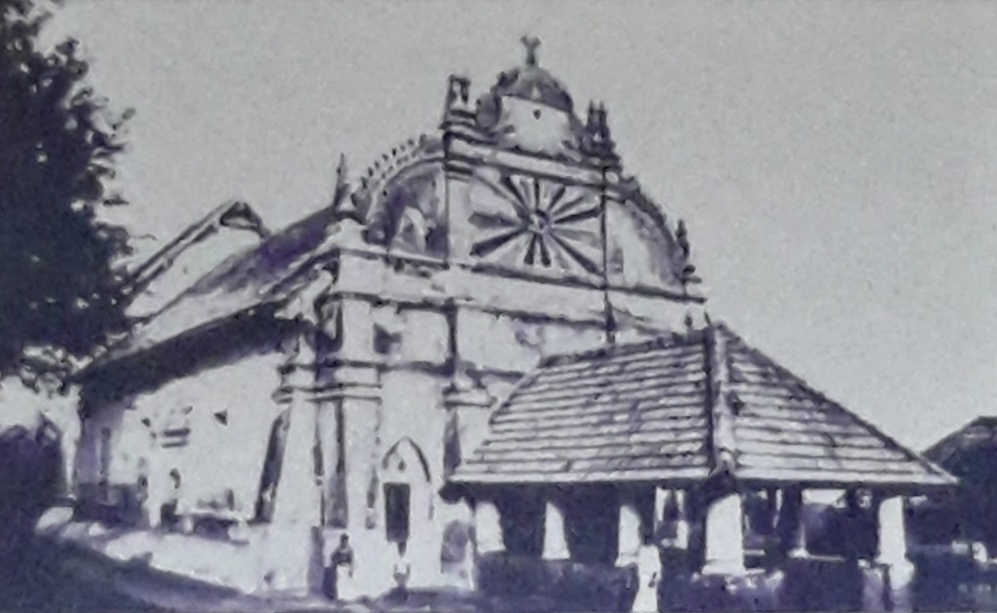
كاتدرائية سانت ماري
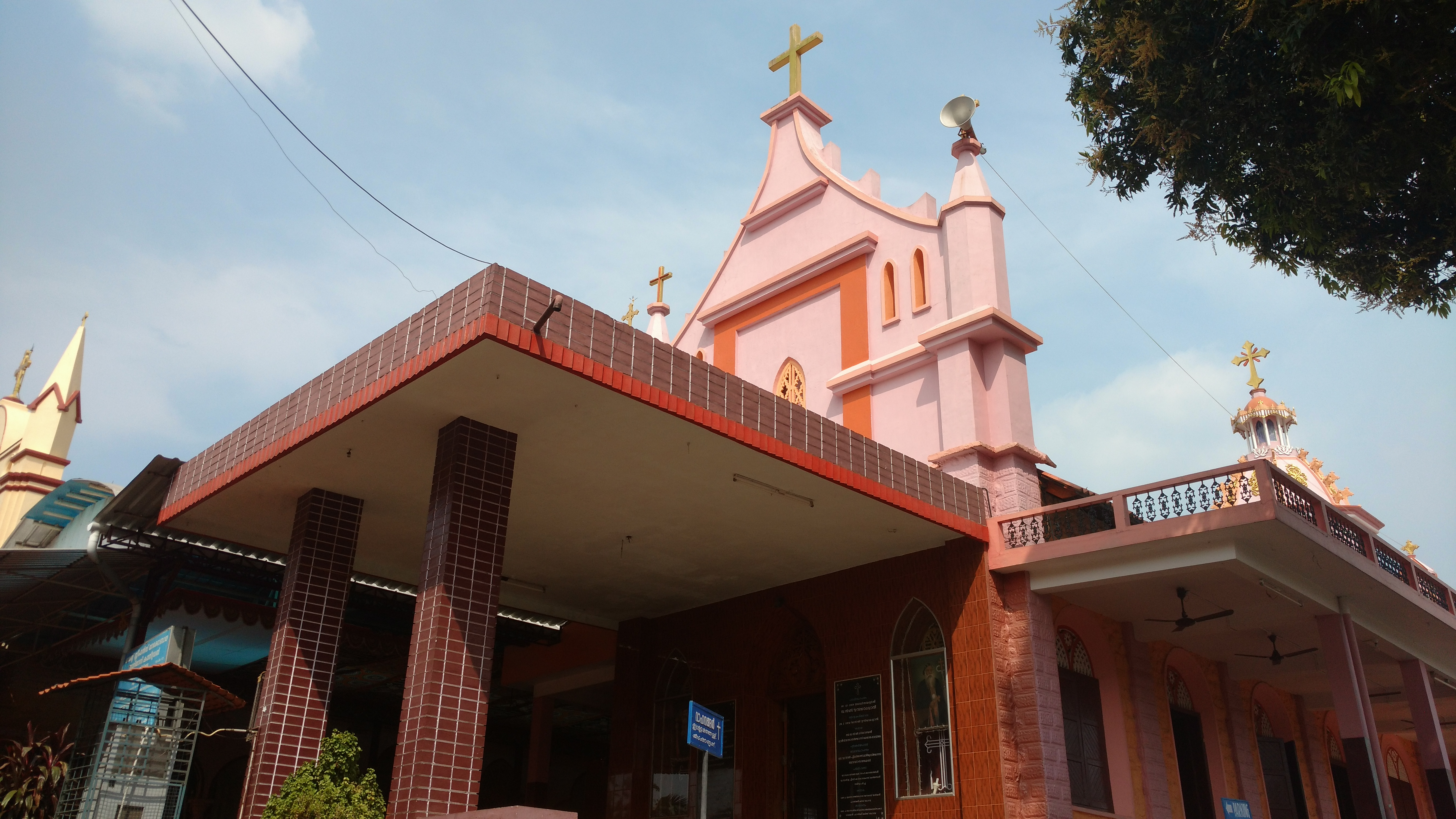
دير القديس إغناطيوس، مانجينيكارا
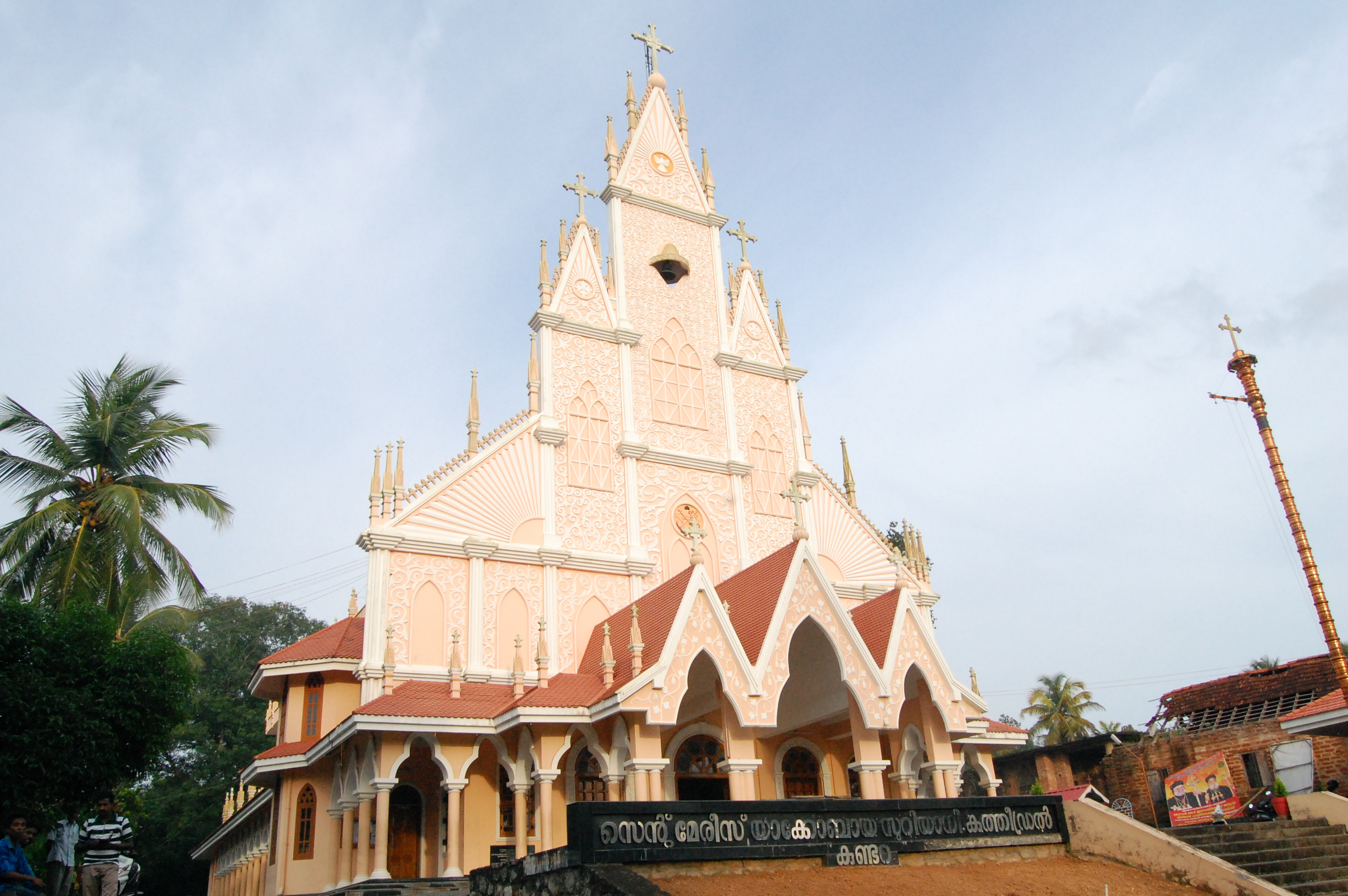
كاتدرائية سانت ماري، كوندارا
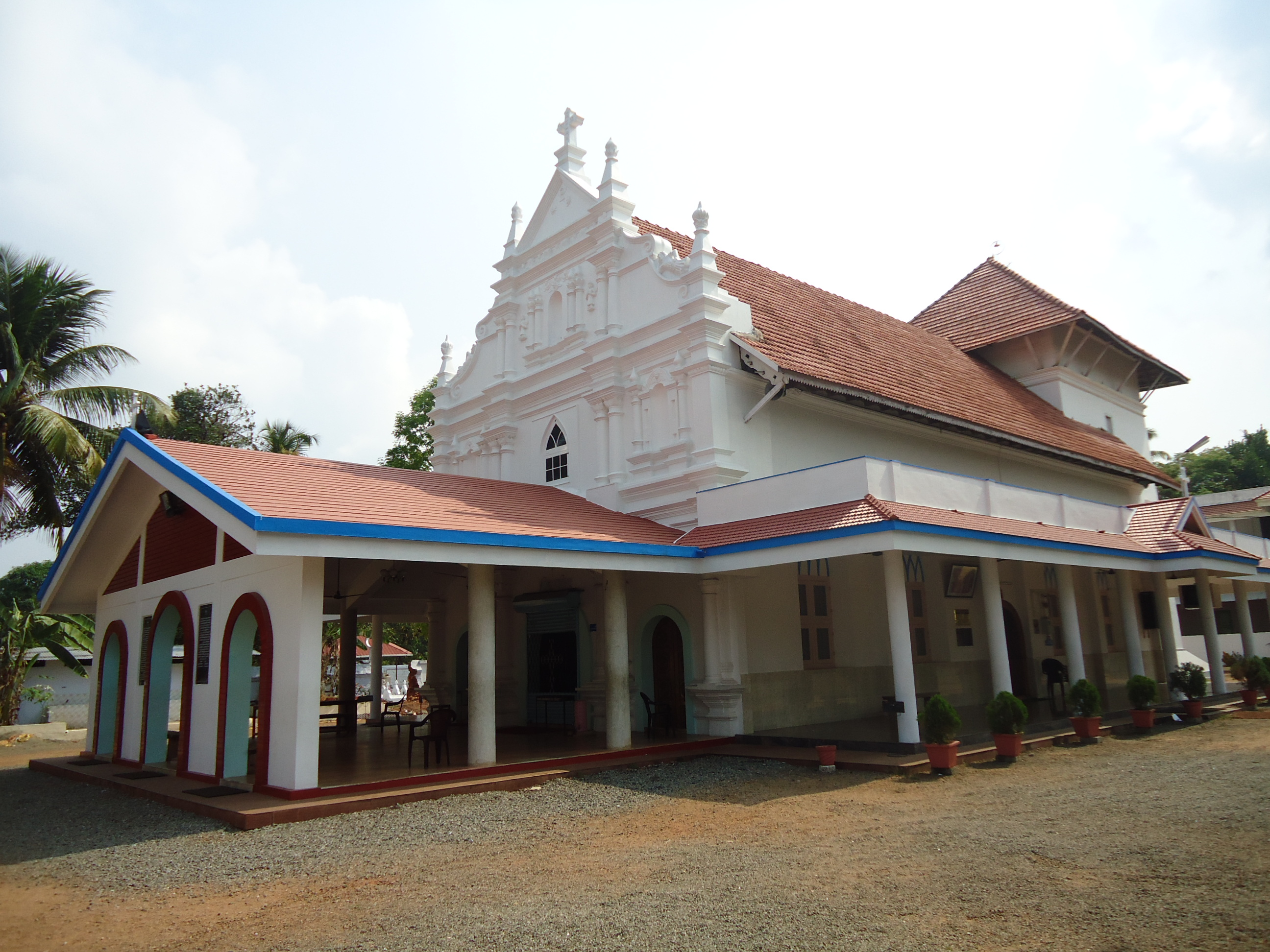
كاتدرائية سانت ماري، أنغامالي
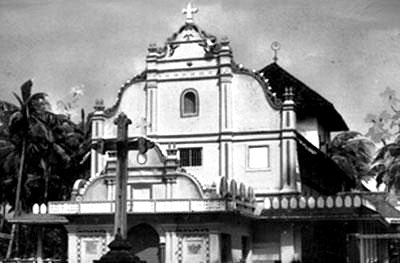
كنيسة مار سابور وكنيسة مار بروث، أكابارامبو
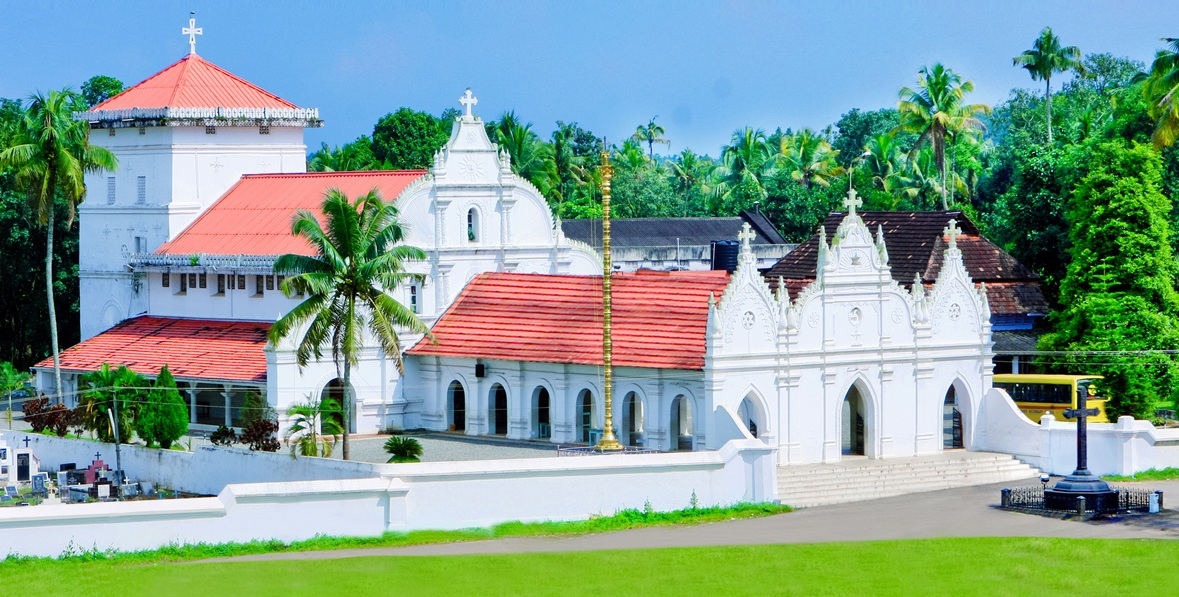
كاتدرائية سانت ماري السريانية اليعقوبية، كوروبامبادي